# David Beckham Soccer
David Beckham Soccer là một game thể thao bóng đá lấy hình tượng danh thủ David Beckham dành cho các hệ máy PlayStation, PlayStation 2 và Xbox, Game Boy Advance và Game Boy Color đều được phát triển và phát hành bởi hãng Rage Software Limited, ngoài ra phiên bản Game Boy được phát triển bởi hãng Yoyo Entertainment.

## Tính năng
- Mô phỏng bóng đá.
- Chế độ Huấn luyện với Beckham.
- 200 đội bóng quốc tế và trong nước.
- Chi tiết về thú tiêu khiển đặc biệt của Beckham, đá tự do.
- Vào vai David Beckham tham gia so tài.

## Đón nhận
IGN đã cho phiên bản Game Boy Advance của game một đánh giá kinh khủng với 2,2/10 điểm nhìn chung đang chỉ trích lối chơi nêu rõ "trí thông minh nhân tạo (AI) chẳng có gì mang tính thử thách, phần điều khiển chẳng có chiều sâu và lối chơi chẳng có gì vui" và âm thanh thì lại "thầm lặng một cách kỳ quái".